# Urophora mauritanica
Urophora mauritanica es una especie de insecto del género Urophora de la familia Tephritidae del orden Diptera.
Macquart la describió científicamente por primera vez en el año 1851.